# ATP-seizoen 1998
Het ATP-seizoen in 1998 bestond uit de internationale tennistoernooien, die door de ATP en ITF werden georganiseerd in het kalenderjaar 1998.
Het speelschema omvatte:
- 76 ATP-toernooien, bestaande uit de categorieën:
  - ATP Mercedes-Benz Super 9: 9
  - ATP International Series Gold: 12
  - ATP International Series: 52
  - Tennis Masters Cup: 2 (eindejaarstoernooi voor de 8 beste tennissers/dubbelteams)
  - World Team Cup: landenteamtoernooi, geen ATP-punten.
- 7 ITF-toernooien, bestaande uit de:
  - 4 grandslamtoernooien;
  - Grand Slam Cup; eindejaarstoernooi voor de 12 beste tennissers van de grandslamtoernooien
  - Davis Cup: landenteamtoernooi;
  - Hopman Cup: landenteamtoernooi voor gemengde tenniskoppels, geen ATP-punten.

In de onderstaande tabellen staat het overzicht van de ATP-toernooien, aangevuld met de grand slams en teamwedstrijden die niet door de ATP maar door de ITF worden georganiseerd.

## Legenda
| Grand Slams                   |
| Tennis Masters Cup            |
| ATP Super 9                   |
| ATP International Series Gold |
| ATP International Series      |
| Toernooien voor teams         |

### Codering
De codering voor het aantal deelnemers.
128S/128Q/64D/32X
- 128 deelnemers aan hoofdtoernooi (S)
- 128 aan het kwalificatietoernooi (Q)
- 64 koppels in het dubbelspel (D)
- 32 koppels in het gemengd dubbel (X).

Alle toernooien worden in principe buiten gespeeld, tenzij anders vermeld.
RR = groepswedstrijden, (i) = indoor

## Speelschema

### Januari
| Week van              | Toernooi | Winnaar(s)                              | Finalist(en)                         | Uitslag finale          |         |
| --------------------- | --- | --------------------------------------- | ------------------------------------ | ----------------------- | ------- |
| 4 januari             | Hopman Cup Perth, Australië ITF gemengd teamcompetitie $ 587.880 - hardcourt (i) - 8 teams RR                                | Slowakije Karol Kučera Karina Habšudová | Frankrijk Cédric Pioline Mary Pierce | 2-1                     | details |
| 5 januari             | Australian Men's hardcourt Championships Adelaide, Australië ATP International Series $ 315.000 - hardcourt - 32S/32Q/16D/4Q | Lleyton Hewitt                          | Jason Stoltenberg                    | 3-6, 6-3, 7-6(4)        | details |
| 5 januari             | Australian Men's hardcourt Championships Adelaide, Australië ATP International Series $ 315.000 - hardcourt - 32S/32Q/16D/4Q | Joshua Eagle Andrew Florent             | Ellis Ferreira Rick Leach            | 6-4, 6-7(3), 6-3        | details |
| 5 januari             | Qatar Mobil Open Doha, Qatar ATP International Series $ 975.000 - hardcourt - 32S/32Q/16D/4Q                                 | Petr Korda                              | Fabrice Santoro                      | 6-0, 6-3                | details |
| 5 januari             | Qatar Mobil Open Doha, Qatar ATP International Series $ 975.000 - hardcourt - 32S/32Q/16D/4Q                                 | Mahesh Bhupathi Leander Paes            | Olivier Delaître Fabrice Santoro     | 6-4, 3-6, 6-4           | details |
| 12 januari            | BellSouth Open Auckland, Nieuw-Zeeland ATP International Series $ 315.000 - hardcourt - 32S/32Q/16D/4Q                       | Marcelo Ríos                            | Richard Fromberg                     | 4-6, 6-4, 7-6(3)        | details |
| 12 januari            | BellSouth Open Auckland, Nieuw-Zeeland ATP International Series $ 315.000 - hardcourt - 32S/32Q/16D/4Q                       | Patrick Galbraith Brett Steven          | Tom Nijssen Jeff Tarango             | 6-4, 6-2                | details |
| 12 januari            | Adidas International Sydney, Australië ATP International Series $ 315.000 - hardcourt - 32S/32Q/16D/4Q                       | Karol Kučera                            | Tim Henman                           | 7-5, 6-4                | details |
| 12 januari            | Adidas International Sydney, Australië ATP International Series $ 315.000 - hardcourt - 32S/32Q/16D/4Q                       | Todd Woodbridge Mark Woodforde          | Jacco Eltingh Daniel Nestor          | 6-3, 7-5                | details |
| 19 januari 26 januari | Australian Open Melbourne, Australië Grand Slam $ 3.140.107 - hardcourt 128S/128Q/64D/32X                                    | Petr Korda                              | Marcelo Ríos                         | 6-2, 6-2, 6-2           | details |
| 19 januari 26 januari | Australian Open Melbourne, Australië Grand Slam $ 3.140.107 - hardcourt 128S/128Q/64D/32X                                    | Jonas Björkman Jacco Eltingh            | Todd Woodbridge Mark Woodforde       | 6-2, 5-7, 2-6, 6-4, 6-3 | details |
| 19 januari 26 januari | Australian Open Melbourne, Australië Grand Slam $ 3.140.107 - hardcourt 128S/128Q/64D/32X                                    | Venus Williams Justin Gimelstob         | Helena Suková Cyril Suk              | 6-2, 6-1                | details |

### Februari
| Week van    | Toernooi | Winnaar(s)                        | Finalist(en)                     | Uitslag finale        |         |
| ----------- | --- | --------------------------------- | -------------------------------- | --------------------- | ------- |
| 2 februari  | Open 13 Marseille, Frankrijk ATP International Series $ 514.250 - hardcourt (i) - 32S/32Q/16D/4Q                               | Thomas Enqvist                    | Jevgeni Kafelnikov               | 6-4, 6-1              | details |
| 2 februari  | Open 13 Marseille, Frankrijk ATP International Series $ 514.250 - hardcourt (i) - 32S/32Q/16D/4Q                               | Donald Johnson Francisco Montana  | Mark Keil T.J. Middleton         | 6-4, 3-6, 6-3         | details |
| 2 februari  | Croatian Indoors Split, Kroatië ATP International Series $ 375.000 - tapijt(i) - 32S/32Q/16D/4Q                                | Goran Ivanišević                  | Greg Rusedski                    | 7-6(3), 7-6(5)        | details |
| 2 februari  | Croatian Indoors Split, Kroatië ATP International Series $ 375.000 - tapijt(i) - 32S/32Q/16D/4Q                                | Martin Damm Jiří Novák            | Fredrik Bergh Patrik Fredriksson | 7-6(3), 6-2           | details |
| 9 februari  | Dubai Tennis Open Dubai, Verenigde Arabische Emiraten ATP International Series $ 1.014.250 - hardcourt - 32S/32Q/16D/4Q        | Àlex Corretja                     | Félix Mantilla                   | 7-6(0), 6-1           | details |
| 9 februari  | Dubai Tennis Open Dubai, Verenigde Arabische Emiraten ATP International Series $ 1.014.250 - hardcourt - 32S/32Q/16D/4Q        | Mahesh Bhupathi Leander Paes      | Donald Johnson Francisco Montana | 6-2, 7-5              | details |
| 9 februari  | Sybase Open San José, Verenigde Staten ATP International Series $ 315.000 - hardcourt (i) - 32S/32Q/16D/4Q                     | Andre Agassi                      | Pete Sampras                     | 6-2, 6-4              | details |
| 9 februari  | Sybase Open San José, Verenigde Staten ATP International Series $ 315.000 - hardcourt (i) - 32S/32Q/16D/4Q                     | Todd Woodbridge Mark Woodforde    | Nelson Aerts André Sá            | 6-1, 7-5              | details |
| 9 februari  | St. Petersburg Open Sint-Petersburg, Rusland ATP International Series $ 315.000 - tapijt (i) - 32S/28Q/16D/4Q                  | Richard Krajicek                  | Marc Rosset                      | 6-4, 7-6(5)           | details |
| 9 februari  | St. Petersburg Open Sint-Petersburg, Rusland ATP International Series $ 315.000 - tapijt (i) - 32S/28Q/16D/4Q                  | Nicklas Kulti Mikael Tillström    | Marius Barnard Brent Haygarth    | 3-6, 6-3, 7-6(3)      | details |
| 16 februari | The European Community Championship Antwerpen, België ATP International Series Gold $ 875.000 - hardcourt (i) - 32S/16Q/16D/4Q | Greg Rusedski                     | Marc Rosset                      | 7-6(3), 3-6, 6-1, 6-4 | details |
| 16 februari | The European Community Championship Antwerpen, België ATP International Series Gold $ 875.000 - hardcourt (i) - 32S/16Q/16D/4Q | Wayne Ferreira Jevgeni Kafelnikov | Tomás Carbonell Francisco Roig   | 7-5, 3-6, 6-2         | details |
| 16 februari | Kroger St. Jude Memphis, Verenigde Staten ATP International Series Gold $ 700.000 - hardcourt (i) - 48S/24Q/24D/4Q             | Mark Philippoussis                | Michael Chang                    | 6-3, 6-2              | details |
| 16 februari | Kroger St. Jude Memphis, Verenigde Staten ATP International Series Gold $ 700.000 - hardcourt (i) - 48S/24Q/24D/4Q             | Todd Woodbridge Mark Woodforde    | Ellis Ferreira David Roditi      | 6-3, 6-4              | details |
| 23 februari | Advanta Championships Philadelphia, Verenigde Staten ATP International Series Gold $ 589.250 - hardcourt (i) - 32S/16Q/16D/4Q  | Pete Sampras                      | Thomas Enqvist                   | 7-5, 7-6(3)           | details |
| 23 februari | Advanta Championships Philadelphia, Verenigde Staten ATP International Series Gold $ 589.250 - hardcourt (i) - 32S/16Q/16D/4Q  | Jacco Eltingh Paul Haarhuis       | David Macpherson Richey Reneberg | 7-6(6), 6-7(3), 6-2   | details |
| 23 februari | Guardian Direct Cup Londen, Verenigd Koninkrijk ATP International Series Gold $ 689.250 - tapijt (i) - 32S/16Q/16D/4Q          | Jevgeni Kafelnikov                | Cédric Pioline                   | 7-5, 6-4              | details |
| 23 februari | Guardian Direct Cup Londen, Verenigd Koninkrijk ATP International Series Gold $ 689.250 - tapijt (i) - 32S/16Q/16D/4Q          | Martin Damm Jim Grabb             | Jevgeni Kafelnikov Daniel Vacek  | 6-4, 7-5              | details |

### Maart
| Week van          | Toernooi | Winnaar(s)                    | Finalist(en)                    | Uitslag finale            |         |
| ----------------- | --- | ----------------------------- | ------------------------------- | ------------------------- | ------- |
| 2 maart           | ABN AMRO World Tennis Tournament Rotterdam, Nederland ATP International Series $ 725.000 - hardcourt (i) - 32S/32Q/16D/4Q      | Jan Siemerink                 | Thomas Johansson                | 7-6(2), 6-2               | details |
| 2 maart           | ABN AMRO World Tennis Tournament Rotterdam, Nederland ATP International Series $ 725.000 - hardcourt (i) - 32S/32Q/16D/4Q      | Jacco Eltingh Paul Haarhuis   | Neil Broad Piet Norval          | 7-6(3), 6-3               | details |
| 2 maart           | Franklin Templeton Tennis Classic Scottsdale, Verenigde Staten ATP International Series $ 315.000 - hardcourt - 32S/32Q/16D/4Q | Andre Agassi                  | Jason Stoltenberg               | 6-4, 7-6(3)               | details |
| 2 maart           | Franklin Templeton Tennis Classic Scottsdale, Verenigde Staten ATP International Series $ 315.000 - hardcourt - 32S/32Q/16D/4Q | Cyril Suk Michael Tebbutt     | Kent Kinnear David Wheaton      | 4-6, 6-1, 7-6(6)          | details |
| 9 maart           | Copenhagen Open Kopenhagen, Denemarken ATP International Series $ 210.000 - tapijt (i) - 32S/32Q/16D/4Q                        | Magnus Gustafsson             | David Prinosil                  | 3-6, 6-1, 6-1             | details |
| 9 maart           | Copenhagen Open Kopenhagen, Denemarken ATP International Series $ 210.000 - tapijt (i) - 32S/32Q/16D/4Q                        | Tom Kempers Menno Oosting     | Jan Siemerink Brett Steven      | 6-4, 7-6(4)               | details |
| 9 maart           | Newsweek Champions Cup Indian Wells, Verenigde Staten ATP Super 9 $ 2.200.000 - hardcourt - 56S/28Q/28D/8Q                     | Marcelo Ríos                  | Greg Rusedski                   | 6-3, 6-7(15), 7-6(4), 6-4 | details |
| 9 maart           | Newsweek Champions Cup Indian Wells, Verenigde Staten ATP Super 9 $ 2.200.000 - hardcourt - 56S/28Q/28D/8Q                     | Jonas Björkman Patrick Rafter | Todd Martin Richey Reneberg     | 6-4, 7-6(3)               | details |
| 16 maart 23 maart | Lipton Championships Key Biscayne, Verenigde Staten ATP Super 9 $ 2.450.000 - hardcourt - 96S/48Q/48D/8Q                       | Marcelo Ríos                  | Andre Agassi                    | 7-5, 6-3, 6-4             | details |
| 16 maart 23 maart | Lipton Championships Key Biscayne, Verenigde Staten ATP Super 9 $ 2.450.000 - hardcourt - 96S/48Q/48D/8Q                       | Ellis Ferreira Rick Leach     | Alex O'Brien Jonathan Stark     | 6-2, 6-4                  | details |
| 23 maart          | Grand Prix Hassan II Casablanca, Marokko ATP International Series $ 210.000 - gravel - 32S/32Q/16D/4Q                          | Andrea Gaudenzi               | Álex Calatrava                  | 6-4, 5-7, 6-4             | details |
| 23 maart          | Grand Prix Hassan II Casablanca, Marokko ATP International Series $ 210.000 - gravel - 32S/32Q/16D/4Q                          | Andrea Gaudenzi Diego Nargiso | Cristian Brandi Filippo Messori | 6-4, 7-6(4)               | details |

### April
| Week van        | Toernooi | Winnaar(s)                       | Finalist(en)                         | Uitslag finale      |         |
| --------------- | --- | -------------------------------- | ------------------------------------ | ------------------- | ------- |
| 3 april 5 april | Davis Cup (1e ronde) |                                  |                                      |                     | details |
| 6 april         | Gold Flake Open Chennai, India ATP International Series $ 405.000 - hardcourt - 32S/22Q/16D/4Q                                  | Patrick Rafter                   | Mikael Tillström                     | 6-3, 6-4            | details |
| 6 april         | Gold Flake Open Chennai, India ATP International Series $ 405.000 - hardcourt - 32S/22Q/16D/4Q                                  | Mahesh Bhupathi Leander Paes     | Olivier Delaître Maks Mirni          | 6-7(5), 6-3, 6-2    | details |
| 6 april         | Estoril Open Estoril, Portugal ATP International Series $ 600.000 - gravel - 32S/32Q/16D/4Q                                     | Alberto Berasategui              | Thomas Muster                        | 3-6, 6-1, 6-3       | details |
| 6 april         | Estoril Open Estoril, Portugal ATP International Series $ 600.000 - gravel - 32S/32Q/16D/4Q                                     | Donald Johnson Francisco Montana | David Roditi Fernon Wibier           | 6-1, 2-6, 6-1       | details |
| 6 april         | Salem Open Hongkong, Hongkong ATP International Series $ 315.000 - hardcourt - 32S/32Q/16D/4Q                                   | Kenneth Carlsen                  | Byron Black                          | 6-2, 6-0            | details |
| 6 april         | Salem Open Hongkong, Hongkong ATP International Series $ 315.000 - hardcourt - 32S/32Q/16D/4Q                                   | Byron Black Alex O'Brien         | Neville Godwin Tuomas Ketola         | 7-5, 6-1            | details |
| 13 april        | Japan Open Tokio, Japan ATP International Series Gold $ 600.000 - hardcourt - 56S/28Q/28D/5Q                                    | Andrei Pavel                     | Byron Black                          | 6-3, 6-4            | details |
| 13 april        | Japan Open Tokio, Japan ATP International Series Gold $ 600.000 - hardcourt - 56S/28Q/28D/5Q                                    | Sébastien Lareau Daniel Nestor   | Olivier Delaître Stefano Pescosolido | 6-3, 6-4            | details |
| 13 april        | Open Seat Godó Barcelona, Spanje ATP International Series Gold $ 825.000 - gravel - 56S/32Q/28D/8Q                              | Todd Martin                      | Alberto Berasategui                  | 6-2, 1-6, 6-3, 6-2  | details |
| 13 april        | Open Seat Godó Barcelona, Spanje ATP International Series Gold $ 825.000 - gravel - 56S/32Q/28D/8Q                              | Jacco Eltingh Paul Haarhuis      | Ellis Ferreira Rick Leach            | 7-5, 6-0            | details |
| 20 april        | Republic National Bank Monte Carlo Open Monte Carlo, Monaco ATP Super 9 $ 2.200.000 - gravel - 56S/28Q/28D/8Q                   | Carlos Moyá                      | Cédric Pioline                       | 6-3, 6-0, 7-5       | details |
| 20 april        | Republic National Bank Monte Carlo Open Monte Carlo, Monaco ATP Super 9 $ 2.200.000 - gravel - 56S/28Q/28D/8Q                   | Jacco Eltingh Paul Haarhuis      | Todd Woodbridge Mark Woodforde       | 6-4, 6-2            | details |
| 20 april        | ERA Real Estate Clay Court Championships Orlando, Verenigde Staten ATP International Series $ 264.250 - gravel - 32S/32Q/16D/4Q | Jim Courier                      | Michael Chang                        | 7-5, 3-6, 7-5       | details |
| 20 april        | ERA Real Estate Clay Court Championships Orlando, Verenigde Staten ATP International Series $ 264.250 - gravel - 32S/32Q/16D/4Q | Grant Stafford Kevin Ullyett     | Michael Tebbutt Mikael Tillström     | 4-6, 6-4, 7-5       | details |
| 27 april        | BMW Open München, Duitsland ATP International Series $ 500.000 - gravel - 32S/32Q/16D/4Q                                        | Thomas Enqvist                   | Andre Agassi                         | 6-7(4), 7-6(6), 6-3 | details |
| 27 april        | BMW Open München, Duitsland ATP International Series $ 500.000 - gravel - 32S/32Q/16D/4Q                                        | Todd Woodbridge Mark Woodforde   | Joshua Eagle Andrew Florent          | 6-0, 6-3            | details |
| 27 april        | AT&T Challenge Atlanta, Verenigde Staten ATP International Series $ 315.000 - gravel - 32S/32Q/16D/4Q                           | Pete Sampras                     | Jason Stoltenberg                    | 6-7(2), 6-3, 7-6(4) | details |
| 27 april        | AT&T Challenge Atlanta, Verenigde Staten ATP International Series $ 315.000 - gravel - 32S/32Q/16D/4Q                           | Ellis Ferreira Brent Haygarth    | Alex O'Brien Richey Reneberg         | 6-3, 0-6, 6-2       | details |
| 27 april        | Paegas Czech Open Praag, Tsjechië ATP International Series $ 340.000 - gravel - 32S/32Q/16D/4Q                                  | Fernando Meligeni                | Slava Dosedel                        | 6-1, 6-4            | details |
| 27 april        | Paegas Czech Open Praag, Tsjechië ATP International Series $ 340.000 - gravel - 32S/32Q/16D/4Q                                  | Wayne Arthurs Andrew Kratzmann   | Fredrik Bergh Nicklas Kulti          | 6-1, 6-1            | details |

### Mei
| Week van      | Toernooi | Winnaar(s)                       | Finalist(en)                 | Uitslag finale        |         |
| ------------- | --- | -------------------------------- | ---------------------------- | --------------------- | ------- |
| 4 mei         | Licher German Open Hamburg, Duitsland ATP Super 9 $ 2.200.000 - gravel - 56S/28Q/28D/5Q                                       | Albert Costa                     | Àlex Corretja                | 6-2, 6-0, 1-0, opgave | details |
| 4 mei         | Licher German Open Hamburg, Duitsland ATP Super 9 $ 2.200.000 - gravel - 56S/28Q/28D/5Q                                       | Donald Johnson Francisco Montana | David Adams Brett Steven     | 6-2, 7-5              | details |
| 4 mei         | America's Red Clay Championships Coral Springs, Verenigde Staten ATP International Series $ 245.000 - gravel - 32S/32Q/16D/4Q | Andrew Ilie                      | Davide Sanguinetti           | 7-5, 6-4              | details |
| 4 mei         | America's Red Clay Championships Coral Springs, Verenigde Staten ATP International Series $ 245.000 - gravel - 32S/32Q/16D/4Q | Grant Stafford Kevin Ullyett     | Mark Merklein Vincent Spadea | 7-5, 6-4              | details |
| 11 mei        | Internazionali BNL d'Italia Rome, Italië ATP Super 9 $ 2.200.000 - gravel - 56S/28Q/28D/8Q                                    | Marcelo Ríos                     | Albert Costa                 | Walk-over             | details |
| 11 mei        | Internazionali BNL d'Italia Rome, Italië ATP Super 9 $ 2.200.000 - gravel - 56S/28Q/28D/8Q                                    | Mahesh Bhupathi Leander Paes     | Ellis Ferreira Rick Leach    | 6-4, 4-6, 7-6(5)      | details |
| 18 mei        | Peugeot World Team Cup Düsseldorf, Duitsland ATP World Team Championship $ 1.650.000 - gravel - 8 teams (RR)                  | Duitsland                        | Tsjechië                     | 3-0                   | details |
| 18 mei        | Internationaler Raiffeisen Grand Prix Sankt Pölten, Oostenrijk ATP International Series $ 400.000 - gravel - 32S/32Q/16D/4Q   | Marcelo Ríos                     | Vincent Spadea               | 6-2, 6-0              | details |
| 18 mei        | Internationaler Raiffeisen Grand Prix Sankt Pölten, Oostenrijk ATP International Series $ 400.000 - gravel - 32S/32Q/16D/4Q   | Jim Grabb David Macpherson       | David Adams Wayne Black      | 6-4, 6-4              | details |
| 25 mei 1 juni | Roland Garros Parijs, Frankrijk Grand Slam $ 5.026.607 - gravel 128S/128Q/64D/48X                                             | Carlos Moyá                      | Àlex Corretja                | 6-3, 7-5, 6-3         | details |
| 25 mei 1 juni | Roland Garros Parijs, Frankrijk Grand Slam $ 5.026.607 - gravel 128S/128Q/64D/48X                                             | Jacco Eltingh Paul Haarhuis      | Mark Knowles Daniel Nestor   | 6-3, 3-6, 6-3         | details |
| 25 mei 1 juni | Roland Garros Parijs, Frankrijk Grand Slam $ 5.026.607 - gravel 128S/128Q/64D/48X                                             | Venus Williams Justin Gimelstob  | Serena Williams Luis Lobo,   | 6-4, 6-4              | details |

### Juni
| Week van        | Toernooi | Winnaar(s)                    | Finalist(en)                                                        | Uitslag finale                |         |
| --------------- | --- | ----------------------------- | ------------------------------------------------------------------- | ----------------------------- | ------- |
| 8 juni          | Stella Artois Championships Londen, Verenigd Koninkrijk ATP International Series $ 725.000 - gras - 56S/56Q/28D/8Q | Scott Draper                  | Laurence Tieleman                                                   | 7-6(5), 6-4                   | details |
| 8 juni          | Stella Artois Championships Londen, Verenigd Koninkrijk ATP International Series $ 725.000 - gras - 56S/56Q/28D/8Q |                               | Todd Woodbridge Mark Woodforde versus Jonas Björkman Patrick Rafter | 3-1, gestaakt wegens regen    | details |
| 8 juni          | Gerry Weber Open Halle, Duitsland ATP International Series $ 875.000 - gras - 32S/32Q/16D/4Q                       | Jevgeni Kafelnikov            | Magnus Larsson                                                      | 6-4, 6-4                      | details |
| 8 juni          | Gerry Weber Open Halle, Duitsland ATP International Series $ 875.000 - gras - 32S/32Q/16D/4Q                       | Ellis Ferreira Rick Leach     | John-Laffnie de Jager Marc-Kevin Goellner                           | 4-6, 6-4, 7-6(2)              | details |
| 8 juni          | Internazionali di Tennis CARISBO Bologna, Italië ATP International Series $ 315.000 - gravel - 32S/16D             | Julián Alonso                 | Karim Alami                                                         | 6-1, 6-4                      | details |
| 8 juni          | Internazionali di Tennis CARISBO Bologna, Italië ATP International Series $ 315.000 - gravel - 32S/16D             | Brandon Coupe Paul Rosner     | Giorgio Galimberti Massimo Valeri                                   | 7-6(1), 6-3                   | details |
| 15 juni         | Heineken Trophy Rosmalen, Nederland ATP International Series $ 475.000 - gras - 32S/25Q/16D/4Q                     | Patrick Rafter                | Martin Damm                                                         | 7-6(2), 6-2                   | details |
| 15 juni         | Heineken Trophy Rosmalen, Nederland ATP International Series $ 475.000 - gras - 32S/25Q/16D/4Q                     | Guillaume Raoux Jan Siemerink | Joshua Eagle Andrew Florent                                         | 7-6(5), 6-4                   | details |
| 15 juni         | The Nottingham Open Nottingham, Verenigd Koninkrijk ATP International Series $ 315.000 - gras - 32S/32Q/16D/4Q     | Jonas Björkman                | Byron Black                                                         | 6-3, 6-2                      | details |
| 15 juni         | The Nottingham Open Nottingham, Verenigd Koninkrijk ATP International Series $ 315.000 - gras - 32S/32Q/16D/4Q     | Justin Gimelstob Byron Talbot | Sébastien Lareau Daniel Nestor                                      | 7-5, 6-7(3), 6-4              | details |
| 22 juni 29 juni | Wimbledon Londen, Verenigd Koninkrijk Grand Slam £ 7.207.590- gras 128S/128Q/64D/16Q/64X                           | Pete Sampras                  | Goran Ivanišević                                                    | 6-7(2), 7-6(9), 6-4, 3-6, 6-2 | details |
| 22 juni 29 juni | Wimbledon Londen, Verenigd Koninkrijk Grand Slam £ 7.207.590- gras 128S/128Q/64D/16Q/64X                           | Jacco Eltingh Paul Haarhuis   | Todd Woodbridge Mark Woodforde                                      | 2-6, 6-4, 7-6(3), 5-7, 10-8   | details |
| 22 juni 29 juni | Wimbledon Londen, Verenigd Koninkrijk Grand Slam £ 7.207.590- gras 128S/128Q/64D/16Q/64X                           | Serena Williams Maks Mirni    | Mirjana Lučić Mahesh Bhupathi                                       | 6-4, 6-4                      | details |

### Juli
| Week van        | Toernooi | Winnaar(s)                        | Finalist(en)                     | Uitslag finale          |         |
| --------------- | --- | --------------------------------- | -------------------------------- | ----------------------- | ------- |
| 6 juli          | Miller Lite Hall of Fame Tennis Championships Newport, Verenigde Staten ATP International Series $ 275.000 - gras - 32S/31Q/16D/4Q | Leander Paes                      | Neville Godwin                   | 6-3, 6-2                | details |
| 6 juli          | Miller Lite Hall of Fame Tennis Championships Newport, Verenigde Staten ATP International Series $ 275.000 - gras - 32S/31Q/16D/4Q | Doug Flach Sandon Stolle          | Scott Draper Jason Stoltenberg   | 6-2, 4-6, 7-6(5)        | details |
| 6 juli          | Investor Swedish Open Båstad, Zweden ATP International Series $ 315.000 - gravel - 32S/32Q/16D/4Q                                  | Magnus Gustafsson                 | Andrej Medvedev                  | 6-2, 6-3                | details |
| 6 juli          | Investor Swedish Open Båstad, Zweden ATP International Series $ 315.000 - gravel - 32S/32Q/16D/4Q                                  | Magnus Gustafsson Magnus Larsson  | Lan Bale Piet Norval             | 6-4, 6-2                | details |
| 6 juli          | Rado Swiss Open Gstaad, Zwitserland ATP International Series $ 525.000 - gravel - 32S/32Q/16D/4Q                                   | Àlex Corretja                     | Boris Becker                     | 7-6(5), 7-5, 6-3        | details |
| 6 juli          | Rado Swiss Open Gstaad, Zwitserland ATP International Series $ 525.000 - gravel - 32S/32Q/16D/4Q                                   | Gustavo Kuerten Fernando Meligeni | Daniel Orsanic Cyril Suk         | 6-4, 7-5                | details |
| 17 juli 19 juli | Davis Cup (kwartfinale) |                                   |                                  |                         | details |
| 20 juli         | Mercedes Cup Stuttgart, Duitsland ATP International Series Gold $ 915.000 - gravel - 48S/24Q/24D/4Q                                | Gustavo Kuerten                   | Karol Kučera                     | 4-6, 6-2, 6-4           | details |
| 20 juli         | Mercedes Cup Stuttgart, Duitsland ATP International Series Gold $ 915.000 - gravel - 48S/24Q/24D/4Q                                | Olivier Delaître Fabrice Santoro  | Joshua Eagle Jim Grabb           | 6-1, 3-6, 6-3           | details |
| 20 juli         | Legg Mason Tennis Classic Washington, Verenigde Staten ATP International Series Gold $ 575.000 - hardcourt - 56S/28Q/28D/8Q        | Andre Agassi                      | Scott Draper                     | 6-2, 6-0                | details |
| 20 juli         | Legg Mason Tennis Classic Washington, Verenigde Staten ATP International Series Gold $ 575.000 - hardcourt - 56S/28Q/28D/8Q        | Grant Stafford Kevin Ullyett      | Wayne Ferreira Patrick Galbraith | 6-2, 6-4                | details |
| 27 juli         | Generali Open Kitzbühel, Oostenrijk ATP International Series $ 500.000 - gravel - 48S/24Q/24D/4Q                                   | Albert Costa                      | Andrea Gaudenzi                  | 6-2, 1-6, 6-2, 3-6, 6-1 | details |
| 27 juli         | Generali Open Kitzbühel, Oostenrijk ATP International Series $ 500.000 - gravel - 48S/24Q/24D/4Q                                   | Tom Kempers Daniel Orsanic        | Joshua Eagle Andrew Kratzmann    | 6-3, 6-4                | details |
| 27 juli         | Mercedes-Benz Cup Los Angeles, Verenigde Staten ATP International Series $ 315.000 - hardcourt - 32S/32Q/16D/4Q                    | Andre Agassi                      | Tim Henman                       | 6-4, 6-4                | details |
| 27 juli         | Mercedes-Benz Cup Los Angeles, Verenigde Staten ATP International Series $ 315.000 - hardcourt - 32S/32Q/16D/4Q                    | Patrick Rafter Sandon Stolle      | Jeff Tarango Daniel Vacek        | 6-4, 6-4                | details |
| 27 juli         | International Championship of Croatia Umag, Kroatië ATP International Series $ 375.000 - gravel - 32S/32Q/16D/4Q                   | Bohdan Ulihrach                   | Magnus Norman                    | 6-3, 7-6(0)             | details |
| 27 juli         | International Championship of Croatia Umag, Kroatië ATP International Series $ 375.000 - gravel - 32S/32Q/16D/4Q                   | Neil Broad Piet Norval            | Jiří Novák David Rikl            | 6-1, 3-6, 6-3           | details |

### Augustus
| Week van                | Toernooi | Winnaar(s)                    | Finalist(en)                     | Uitslag finale      |         |
| ----------------------- | --- | ----------------------------- | -------------------------------- | ------------------- | ------- |
| 3 augustus              | Grolsch Open Amsterdam, Nederland ATP International Series $ 475.000 - gravel - 32S/32Q/16D/4Q                              | Magnus Norman                 | Richard Fromberg                 | 6-3, 6-3, 2-6, 6-4  | details |
| 3 augustus              | Grolsch Open Amsterdam, Nederland ATP International Series $ 475.000 - gravel - 32S/32Q/16D/4Q                              | Jacco Eltingh Paul Haarhuis   | Dominik Hrbatý Karol Kučera      | 6-3, 6-2            | details |
| 3 augustus              | du Maurier Open Toronto, Canada ATP Super 9 $ 2.200.000 - hardcourt - 56S/28Q/28D/8Q                                        | Patrick Rafter                | Richard Krajicek                 | 7-6(3), 6-4         | details |
| 3 augustus              | du Maurier Open Toronto, Canada ATP Super 9 $ 2.200.000 - hardcourt - 56S/28Q/28D/8Q                                        | Martin Damm Jim Grabb         | Ellis Ferreira Rick Leach        | 6-7(7), 6-2, 7-6(4) | details |
| 10 augustus             | Great American Insurance ATP Championship Cincinnati, Verenigde Staten ATP Super 9 $ 2.200.000 - hardcourt - 56S/28Q/28D/8Q | Patrick Rafter                | Pete Sampras                     | 1-6, 7-6(2), 6-4    | details |
| 10 augustus             | Great American Insurance ATP Championship Cincinnati, Verenigde Staten ATP Super 9 $ 2.200.000 - hardcourt - 56S/28Q/28D/8Q | Mark Knowles Daniel Nestor    | Olivier Delaître Fabrice Santoro | 6-1, 2-1, opgave    | details |
| 10 augustus             | Internazionali di Tennis di San Marino San Marino, San Marino ATP International Series $ 275.000 - gravel - 32S/23Q/16D     | Dominik Hrbatý                | Mariano Puerta                   | 6-2, 7-5            | details |
| 10 augustus             | Internazionali di Tennis di San Marino San Marino, San Marino ATP International Series $ 275.000 - gravel - 32S/23Q/16D     | Jiří Novák David Rikl         | Mariano Hood Sebastián Prieto    | 6-4, 7-6(6)         | details |
| 17 augustus             | RCA Championships Indianapolis, Verenigde Staten ATP International Series Gold $ 915.000 - hardcourt - 56S/28Q/28D/8Q       | Àlex Corretja                 | Andre Agassi                     | 2-6, 6-2, 6-3       | details |
| 17 augustus             | RCA Championships Indianapolis, Verenigde Staten ATP International Series Gold $ 915.000 - hardcourt - 56S/28Q/28D/8Q       | Jiří Novák David Rikl         | Mark Knowles Daniel Nestor       | 6-2, 7-6(9)         | details |
| 17 augustus             | Pilot Pen International New Haven, Verenigde Staten ATP International Series Gold $ 745.000 - hardcourt - 56S/28Q/28D/8Q    | Karol Kučera                  | Goran Ivanišević                 | 6-4, 5-7, 6-2       | details |
| 17 augustus             | Pilot Pen International New Haven, Verenigde Staten ATP International Series Gold $ 745.000 - hardcourt - 56S/28Q/28D/8Q    | Wayne Arthurs Peter Tramacchi | Sébastien Lareau Alex O'Brien    | 7-6(3), 1-6, 6-3    | details |
| 24 augustus             | Waldbaum's Hamlet Cup Long Island, Verenigde Staten ATP International Series $ 315.000 - hardcourt - 32S/32Q/16D/4Q         | Patrick Rafter                | Félix Mantilla                   | 7-6(3), 6-2         | details |
| 24 augustus             | Waldbaum's Hamlet Cup Long Island, Verenigde Staten ATP International Series $ 315.000 - hardcourt - 32S/32Q/16D/4Q         | Julián Alonso Javier Sánchez  | Brandon Coupe Dave Randall       | 6-4, 6-4            | details |
| 24 augustus             | MFS Pro Tennis Championships Boston, Verenigde Staten ATP International Series $ 315.000 - hardcourt - 32S/32Q/16D/4Q       | Michael Chang                 | Paul Haarhuis                    | 6-3, 6-4            | details |
| 24 augustus             | MFS Pro Tennis Championships Boston, Verenigde Staten ATP International Series $ 315.000 - hardcourt - 32S/32Q/16D/4Q       | Jacco Eltingh Paul Haarhuis   | Chris Haggard Jack Waite         | 6-3, 6-2            | details |
| 31 augustus 7 september | US Open New York, Verenigde Staten Grand Slam $ 6.032.000 - hardcourt 128S/128Q/64D/16Q/32X                                 | Patrick Rafter                | Mark Philippoussis               | 6-3, 3-6, 6-2, 6-0  | details |
| 31 augustus 7 september | US Open New York, Verenigde Staten Grand Slam $ 6.032.000 - hardcourt 128S/128Q/64D/16Q/32X                                 | Cyril Suk Sandon Stolle       | Mark Knowles Daniel Nestor       | 4-6, 7-6(8), 6-2    | details |
| 31 augustus 7 september | US Open New York, Verenigde Staten Grand Slam $ 6.032.000 - hardcourt 128S/128Q/64D/16Q/32X                                 | Serena Williams Maks Mirni    | Lisa Raymond Patrick Galbraith   | 6-2, 6-2            | details |

### September
| Week van                  | Toernooi | Winnaar(s)                            | Finalist(en)                      | Uitslag finale             |         |
| ------------------------- | --- | ------------------------------------- | --------------------------------- | -------------------------- | ------- |
| 14 september              | The Samsung Open Bournemouth, Verenigd Koninkrijk ATP International Series $ 375.000 - gravel - 32S/32Q/16D/4Q               | Félix Mantilla                        | Albert Costa                      | 6-3, 7-5                   | details |
| 14 september              | The Samsung Open Bournemouth, Verenigd Koninkrijk ATP International Series $ 375.000 - gravel - 32S/32Q/16D/4Q               | Neil Broad Kevin Ullyett              | Wayne Arthurs Alberto Berasategui | 7-6(3), 6-3                | details |
| 14 september              | President's Cup Tasjkent, Oezbekistan ATP International Series $ 380.000 - hardcourt - 32S/19Q/16D/4Q                        | Tim Henman                            | Jevgeni Kafelnikov                | 7-5, 6-4                   | details |
| 14 september              | President's Cup Tasjkent, Oezbekistan ATP International Series $ 380.000 - hardcourt - 32S/19Q/16D/4Q                        | Stefano Pescosolido Laurence Tieleman | Kenneth Carlsen Sjeng Schalken    | 7-5, 4-6, 7-5              | details |
| 14 september              | Gelsor Open Romania Boekarest, Roemenië ATP International Series $ 475.000 - gravel - 32S/32Q/16D/4Q                         | Francisco Clavet                      | Arnaud Di Pasquale                | 6-4, 2-6, 7-5              | details |
| 14 september              | Gelsor Open Romania Boekarest, Roemenië ATP International Series $ 475.000 - gravel - 32S/32Q/16D/4Q                         | Andrei Pavel Gabriel Trifu            | George Cosac Dinu Pescariu        | 7-6(2), 4-6, 7-6(4)        | details |
| 25 september 27 september | Davis Cup (halve finale) |                                       |                                   |                            | details |
| 28 september              | Mallorca Open Mallorca, Spanje ATP International Series $ 425.000 - gravel - 32S/32Q/16D/4Q                                  | Gustavo Kuerten                       | Carlos Moyá                       | 6-7(5), 6-2, 6-3           | details |
| 28 september              | Mallorca Open Mallorca, Spanje ATP International Series $ 425.000 - gravel - 32S/32Q/16D/4Q                                  | Daniel Orsanic Pablo Albano           | Jiří Novák David Rikl             | 7-6(9), 6-3                | details |
| 28 september              | Adidas Open de Toulouse Midi-Pyrénées Toulouse, Frankrijk ATP International Series $ 375.000 - hardcourt (i)- 32S/32Q/16D/4Q | Jan Siemerink                         | Greg Rusedski                     | 6-4, 6-4                   | details |
| 28 september              | Adidas Open de Toulouse Midi-Pyrénées Toulouse, Frankrijk ATP International Series $ 375.000 - hardcourt (i)- 32S/32Q/16D/4Q | Fabrice Santoro Olivier Delaître      | Paul Haarhuis Jan Siemerink       | 6-2, 6-4                   | details |
| 28 september              | Compaq Grand Slam Cup München, Duitsland $ 4.250.000 - hardcourt (i) - 12S                                                   | Marcelo Ríos                          | Andre Agassi                      | 6-4, 2-6, 7-6(1), 5-7, 6-3 | details |

### Oktober
| Week van   | Toernooi | Winnaar(s)                       | Finalist(en)                      | Uitslag finale     |         |
| ---------- | --- | -------------------------------- | --------------------------------- | ------------------ | ------- |
| 5 oktober  | Davidoff Swiss Indoors Bazel, Zwitserland ATP International Series $ 975.000 - tapijt (i) - 32S/32Q/16D/4Q          | Tim Henman                       | Andre Agassi                      | 6-4, 6-3, 3-6, 6-4 | details |
| 5 oktober  | Davidoff Swiss Indoors Bazel, Zwitserland ATP International Series $ 975.000 - tapijt (i) - 32S/32Q/16D/4Q          | Fabrice Santoro Olivier Delaître | Piet Norval Kevin Ullyett         | 6-3, 7-6(5)        | details |
| 5 oktober  | Campionati Internazionali di Sicilia Palermo, Italië ATP International Series $ 315.000 - gravel - 32S/32Q/16D/3Q   | Mariano Puerta                   | Franco Squillari                  | 6-3, 6-2           | details |
| 5 oktober  | Campionati Internazionali di Sicilia Palermo, Italië ATP International Series $ 315.000 - gravel - 32S/32Q/16D/3Q   | Francisco Montana Donald Johnson | Pablo Albano Daniel Orsanic       | 6-4, 7-6(4)        | details |
| 5 oktober  | Heineken Open Shanghai Shanghai, China ATP International Series $ 315.000 - hardcourt - 32S/32Q/16D/4Q              | Michael Chang                    | Goran Ivanišević                  | 4-6, 6-1, 6-2      | details |
| 5 oktober  | Heineken Open Shanghai Shanghai, China ATP International Series $ 315.000 - hardcourt - 32S/32Q/16D/4Q              | Mahesh Bhupathi Leander Paes     | Todd Woodbridge Mark Woodforde    | 6-4 6-7(2) 7-6(4)  | details |
| 12 oktober | Heineken Open Singapore Singapore, Singapore ATP International Series Gold $ 575.000 - hardcourt (i) 32S/16Q/16D/4Q | Marcelo Ríos                     | Mark Woodforde                    | 6-4, 6-2           | details |
| 12 oktober | Heineken Open Singapore Singapore, Singapore ATP International Series Gold $ 575.000 - hardcourt (i) 32S/16Q/16D/4Q | Todd Woodbridge Mark Woodforde   | Mahesh Bhupathi Leander Paes      | 6-2, 6-3           | details |
| 12 oktober | CA Tennis Trophy Wenen, Oostenrijk ATP International Series Gold $ 675.000 - tapijt (i) - 32S/16Q/16D/4Q            | Pete Sampras                     | Karol Kučera                      | 6-3, 7-6(3), 6-1   | details |
| 12 oktober | CA Tennis Trophy Wenen, Oostenrijk ATP International Series Gold $ 675.000 - tapijt (i) - 32S/16Q/16D/4Q            | Jevgeni Kafelnikov Daniel Vacek  | David Adams John-Laffnie de Jager | 7-5, 6-3           | details |
| 19 oktober | Grand Prix de Tennis de Lyon Lyon, Frankrijk ATP International Series $ 725.000 - tapijt (i)- 32S/32Q/16D/4Q        | Àlex Corretja                    | Tommy Haas                        | 2-6, 7-6(6), 6-1   | details |
| 19 oktober | Grand Prix de Tennis de Lyon Lyon, Frankrijk ATP International Series $ 725.000 - tapijt (i)- 32S/32Q/16D/4Q        | Olivier Delaître Fabrice Santoro | Tomás Carbonell Francisco Roig    | 6-2, 6-2           | details |
| 19 oktober | IPB Czech Indoor Ostrava, Tsjechië ATP International Series $ 975.000 - tapijt (i)- 32S/32Q/16D/4Q                  | Andre Agassi                     | Ján Krošlák                       | 6-2, 3-6, 6-3      | details |
| 19 oktober | IPB Czech Indoor Ostrava, Tsjechië ATP International Series $ 975.000 - tapijt (i)- 32S/32Q/16D/4Q                  | Nicolas Kiefer David Prinosil    | David Adams Pavel Vízner          | 6-4, 6-3           | details |
| 26 oktober | Abierto Mexicano de Tenis Mexico, Mexico ATP International Series $ 315.000 - tapijt (i)- 32S/32Q/16D/4Q            | Jiří Novák                       | Xavier Malisse                    | 6-3, 6-3           | details |
| 26 oktober | Abierto Mexicano de Tenis Mexico, Mexico ATP International Series $ 315.000 - tapijt (i)- 32S/32Q/16D/4Q            | Jiří Novák David Rikl            | Daniel Orsanic David Roditi       | 6-4, 6-2           | details |
| 26 oktober | Eurocard Open Stuttgart, Duitsland ATP Super 9 $ 2.200.000 - hardcourt (i) - 48S/24Q/24D/4Q                         | Richard Krajicek                 | Jevgeni Kafelnikov                | 6-4, 6-3, 6-3      | details |
| 26 oktober | Eurocard Open Stuttgart, Duitsland ATP Super 9 $ 2.200.000 - hardcourt (i) - 48S/24Q/24D/4Q                         | Sébastien Lareau Alex O'Brien    | Mahesh Bhupathi Leander Paes      | 6-3, 3-6, 7-5      | details |

### November
| Week van    | Toernooi | Winnaar(s)                     | Finalist(en)                    | Uitslag finale          |         |
| ----------- | --- | ------------------------------ | ------------------------------- | ----------------------- | ------- |
| 2 november  | Paris Open Parijs, Frankrijk ATP Super 9 $ 2.300.000 - tapijt (i) - 48S/24Q/24D/4Q                          | Greg Rusedski                  | Pete Sampras                    | 6-4, 7-6(4), 6-3        | details |
| 2 november  | Paris Open Parijs, Frankrijk ATP Super 9 $ 2.300.000 - tapijt (i) - 48S/24Q/24D/4Q                          | Mahesh Bhupathi Leander Paes   | Jacco Eltingh Paul Haarhuis     | 6-4, 6-2                | details |
| 2 november  | Cerverza Club Colombia Open Bogota, Colombia ATP International Series $ 315.000 - gravel - 32S/32Q/16D/4Q   | Mariano Zabaleta               | Ramón Delgado                   | 6-4, 6-4                | details |
| 2 november  | Cerverza Club Colombia Open Bogota, Colombia ATP International Series $ 315.000 - gravel - 32S/32Q/16D/4Q   | Diego del Río Mariano Puerta   | Gábor Köves Eric Taino          | 6-7(3), 6-3, 6-2        | details |
| 9 november  | Kremlin Cup Moskou, Rusland ATP International Series $ 1.125.000 - tapijt (i) - 32S/16Q/16D/4Q              | Jevgeni Kafelnikov             | Goran Ivanišević                | 7-6(2), 7-6(5)          | details |
| 9 november  | Kremlin Cup Moskou, Rusland ATP International Series $ 1.125.000 - tapijt (i) - 32S/16Q/16D/4Q              | Jared Palmer Jeff Tarango      | Jevgeni Kafelnikov Daniel Vacek | 6-4, 6-7(2), 6-2        | details |
| 9 november  | Scania Stockholm Open Stockholm, Zweden ATP International Series $ 800.000 - hardcourt (i) - 32S/16Q/16D/4Q | Todd Martin                    | Thomas Johansson                | 6-3, 6-4, 6-4           | details |
| 9 november  | Scania Stockholm Open Stockholm, Zweden ATP International Series $ 800.000 - hardcourt (i) - 32S/16Q/16D/4Q | Nicklas Kulti Mikael Tillström | Chris Haggard Peter Nyborg      | 7-5, 3-6, 7-5           | details |
| 9 november  | Movistar Open Santiago, Chili International Series $ 315.000 - gravel - 32S/32Q/16D/4Q                      | Francisco Clavet               | Younes El Aynaoui               | 6-2, 6-4                | details |
| 9 november  | Movistar Open Santiago, Chili International Series $ 315.000 - gravel - 32S/32Q/16D/4Q                      | Mariano Hood Sebastián Prieto  | Massimo Bertolini Devin Bowen   | 7-6(3), 6-7(5), 7-6(4)  | details |
| 16 november | Doubles Championship Hartford, Verenigde Staten Tennis Masters Cup $ 500.000 - hardcourt - 8D (RR)          | Jacco Eltingh Paul Haarhuis    | Mark Knowles Daniel Nestor      | 6-4, 6-2, 7-5           | details |
| 23 november | Tennis Masters Cup Hannover, Duitsland Tennis Masters Cup $3.500.000 - hardcourt (i) - 8S (RR)              | Àlex Corretja                  | Carlos Moyá                     | 3-6, 3-6, 7-5, 6-3, 7-5 | details |

### December
| Week van              | Toernooi           | Winnaar(s)    | Finalist(en)  | Uitslag finale |               |
| --------------------- | ------------------ | ------------- | ------------- | -------------- | ------------- |
| 4 december 6 december | Davis Cup (finale) | Zweden        | Italië        | 4-1            | details       |
| 7 december            | Geen toernooi      | Geen toernooi | Geen toernooi | Geen toernooi  | Geen toernooi |
| 14 december           | Geen toernooi      | Geen toernooi | Geen toernooi | Geen toernooi  | Geen toernooi |
| 21 december           | Geen toernooi      | Geen toernooi | Geen toernooi | Geen toernooi  | Geen toernooi |
| 28 december           | Geen toernooi      | Geen toernooi | Geen toernooi | Geen toernooi  | Geen toernooi |

## Statistieken toernooien

### Toernooien per ondergrond
| Ondergrond   | Aantal | Buiten/binnen | Aantal |
| ------------ | ------ | ------------- | ------ |
| Hardcourt    | 38     | Buiten        | 24     |
| Hardcourt    | 38     | Binnen        | 14     |
| Gravel       | 28     | Buiten        | 28     |
| Gravel       | 28     | Binnen        | 0      |
| Tapijt       | 10     | Binnen        | 10     |
| Gras         | 6      | Buiten        | 6      |
| Verschillend | 1      | Verschillend  | 1      |
| Totaal       | 83     |               |        |

### Best of five finales enkelspel
| Categorie                     | Aantal |
| ----------------------------- | ------ |
| Grand Slams                   | 4/4    |
| Tennis Masters Cup            | 1/1    |
| Tennis Masters Series         | 7/9    |
| ATP International Series Gold | 3/13   |
| ATP International Series      | 5/51   |
| World Team Cup                | 0/1    |
| ITF evenementen               | 2/3    |
| Totaal                        | 22/82  |